# Zdenka Jušić-Seunik
Zdenka Jušić-Seunik je bila hrvatska književnica. Bila je jednom od najplodnijih hrvatskih književnica svog vremena. Pisala je romane, novele i pjesme.
Rad joj je bio kvantitativnim nego kvalitativnim. Vrlo česta tema njenih radova je nerazumijevanje u braku i njihov nesnosan život zbog toga, i gubitak mjesta. Mnogo je pozornosti pridavala socijalnoj bijedi i borbi za svakidašnju koricu kruha i opstanak. Kao autorica je više bilježila događaje, gotovo novinarski, a da ih nije književno obrazlagala, ne ulazivši u dubinu stvari. Zato su joj novele više bile nasumičnim fragmentima, što je pogađalo umjetnički doseg njenih djela.
Motive je izvrsno birala, no nažalost nije ih tako kvalitetno obradila. Najbolje se snalazila u pripovijetci, jer je Jušić-Seunik bila meka i ugodna načina pričanja. Psihološke dimenzije vrlo plitko obrađuje ili ih prenaglo prekida. 
Junaci njenih djela su mali "bijedni ljudi" ka kojima prilazi s mnogo sućuti i iskrenosti, u čemu nerijetko i pretjera do te mjere da joj je to ugrožavalo umjetnički doseg njenih djela. Najbolja joj je novela Matejeva proslava.
Napisala je djela:
- U godini kušnje, roman
- Svojim putem, roman
- Dani nemira, pjesme u prozi
- Novela
- Larski fragmenti, pjesme u prozi